# Born to Run (노래)
〈Born to Run〉은 미국의 음악가 브루스 스프링스틴의 곡이자 그의 음반 《Born to Run》의 타이틀 곡이다. 발매 직후 음악평론가 로버트 크리스트가우는 그것의 월 오브 사운드에 주목하고 그 곡을 "모든 것들의 성취는 〈Be My Baby〉에 관한 것이었고 그 이상의 것이었다."이라고 불렀다.
이 노래는 역사상 가장 위대한 노래 500곡의 《롤링 스톤》에서 21위에 올랐으며 로큰롤 명예의 전당 500곡에 포함되어 있다.